# Chatroulette
Chatroulette – strona internetowa, która losowo dobiera nieznane sobie osoby w celu przeprowadzenia przypadkowej rozmowy w formie prywatnego czatu. Użytkownicy w każdej chwili mogą opuścić konwersację i nawiązać połączenie z kolejną osobą. Oprócz tradycyjnej formy komunikacji – pisania, użytkownicy mogą komunikować się ze sobą za pomocą mikrofonu lub kamery internetowej.

## Historia
Serwis został uruchomiony w listopadzie 2009 roku przez 17-letniego ucznia jednego z moskiewskich liceów, Andrieja Ternowskiego. Masowe zainteresowanie internautów zyskał w lutym 2010 roku, dzięki pojawieniu się w amerykańskim programie telewizyjnym „Good Morning America”, w internetowym wydaniu gazety The New York Times oraz New York Magazine. Strona znalazła się na pierwszym miejscu w rankingu Google Zeitgeist najszybciej rosnących zapytań w 2010 roku.

## Technologia
Strona wykorzystuje technologię Adobe Flash Player, która umożliwia dostęp do mikrofonu oraz kamerki internetowej użytkowników. Nowo powstały protokół peer-to-peer RTMFP obecny w oprogramowaniu Adobe Flash Player 10, umożliwia bezpośrednie połączenia pomiędzy komputerami rozmówców pomijając przy tym serwer, na którym znajduje się strona.

## Kontrowersje
Część użytkowników wykorzystuje serwis, aby sprowokować rozmówców do zachowań seksualnych (np. poprzez ostentacyjny onanizm), co czyni stronę niebezpieczną dla dzieci i młodzieży.
W związku z kontrowersyjnym zachowaniem użytkowników, autor wprowadził następujące zmiany: minimalny wiek korzystania z Chatroulette to 18 lat. Użytkownik, który ze strony rozmówcy doświadczył nadużycia (molestowanie, prezentowanie nieprzyzwoitych treści itp.), może go zgłosić do skontrolowania. Jeśli w ciągu 5 minut więcej niż trzy osoby zgłoszą zastrzeżenia dot. tego samego użytkownika, zostaje on odłączony od serwisu na 10–40 minut.